# Michael Smith (Politiker)
Michael Smith (irisch Micheál Mac Gabhann; * 8. November 1940) ist ein irischer Politiker.
Smith wurde 1969 erstmals für die Fianna Fáil in den Dáil Éireann gewählt. Bei den nächsten Wahlen im Jahr 1973 konnte er sein Mandat jedoch nicht verteidigen. Der Wiedereinzug gelang ihm erst 1977, als er in den 21. Dáil Éireann gewählt wurde. Während des 21. Dáil war Smith vom 17. Dezember 1980 bis zum 30. Juni 1981 Staatsminister im Landwirtschaftsministerium. 1982 schied er erneut aus dem Dáil Éireann aus. Nachdem er 1981 seinen Sitz erfolgreich hatte verteidigen können, verpasste er Februar 1982 den Wiedereinzug und auch seine nächste Kandidatur im November 1982 scheiterte. Stattdessen wurde er nun in den Seanad Éireann gewählt, dem er von 1982 bis 1987 angehörte. Im Jahr 1987 wechselte Smith dann wieder in den Dáil Éireann und war nun bis 2007 als Abgeordneter tätig. Während des 25. Dáil bekleidete er mehrere Staatsministerposten, zuletzt im Energieministerium, und wurde dann vom 24. November 1988 bis zum 12. Juli 1989 Energieminister.
Während des 26. Dáil war er vom 19. Juli 1989 bis zum 15. November 1991 Staatsminister im Industrieministerium, wurde dann Umweltminister, was er in der ersten Hälfte des 27. Dáil auch blieb, und übte dieses Amt vom 11. Februar 1992 bis zum 15. Januar 1994 aus. Vom 18. November 1994 bis 15. Dezember desselben Jahres war er auch kurzzeitig Bildungsminister.
Vom 1. Juli 1997 bis zum 8. Oktober 1997 war Smith dann Staatsminister im Bildungsministerium sowie im Wirtschaftsministerium, bevor er am 8. Oktober neuer Verteidigungsminister wurde. Am 29. September 2004 trat er von diesem Posten zurück. Neuer Verteidigungsminister wurde Willie O’Dea. Bei Wahlen zum Dáil Éireann im Jahr 2007 verlor Smith sein Mandat.